# Schneehüenerstock
Schneehüenerstock är en bergstopp i Schweiz.   Den ligger i kantonen Uri, i den centrala delen av landet, 100 km öster om huvudstaden Bern. Toppen på Schneehüenerstock är 2 773 meter över havet.
Terrängen runt Schneehüenerstock är huvudsakligen bergig, men den allra närmaste omgivningen är kuperad. Närmaste större samhälle är Erstfeld, 15,4 km norr om Schneehüenerstock. 
Trakten runt Schneehüenerstock består i huvudsak av gräsmarker. Runt Schneehüenerstock är det glesbefolkat, med 17 invånare per kvadratkilometer.